# São Miguel do Prado
São Miguel do Prado ist eine Gemeinde im Norden Portugals.
São Miguel do Prado gehört zum Kreis Vila Verde im Distrikt Braga, besitzt eine Fläche von 5,5 km² und hat 653 Einwohner (Stand 19. April 2021).